# 26. BAFTA-gála
A 26. BAFTA-gálát 1973-ban tartották, melynek keretében a Brit film- és televíziós akadémia az 1972. év legjobb filmjeit és alkotóit díjazta.

## Díjazottak és jelöltek
(a díjazottak félkövérrel vannak jelölve)

### Legjobb film
Kabaré
- Mechanikus narancs
- Francia kapcsolat
- Az utolsó mozielőadás

### David Lean-díj a legjobb rendezésért
Bob Fosse – Kabaré
- Stanley Kubrick – Mechanikus narancs
- William Friedkin – Francia kapcsolat
- Peter Bogdanovich – Az utolsó mozielőadás

### Legjobb elsőfilmes
Joel Grey – Kabaré
- Bud Cort – Harold és Maude
- Al Pacino – A Keresztapa
- Simon Ward – A fiatal Chuchill

### Legjobb főszereplő
Gene Hackman – Francia kapcsolat/A Poszeidon katasztrófa
- Marlon Brando – Éjszakai jövevények/A Keresztapa
- George C. Scott – A detektív és a doktor/A kórház
- Robert Shaw – A fiatal Churchill

### Legjobb női főszereplő
Liza Minnelli – Kabaré
- Stéphane Audran – A hentes
- Anne Bancroft – A fiatal Churchill
- Dorothy Tutin – Barbár messiás

### Legjobb férfi mellékszereplő
Ben Johnson – Az utolsó mozielőadás
- Max Adrian – Twiggy, a sztár
- Robert Duvall – A Keresztapa
- Ralph Richardson – Lady Caroline Lamb

### Legjobb női mellékszereplő
Cloris Leachman – Az utolsó mozielőadás
- Marisa Berenson – Kabaré
- Eileen Brennan – Az utolsó mozielőadás
- Shelley Winters – A Poseidon katasztrófa

### Legjobb forgatókönyv
A kórház – Paddy Chayefsky

 Az utolsó mozielőadás – Larry McMurtry, Peter Bogdanovich
- Kabaré – Jay Presson Allen
- Mechanikus narancs – Stanley Kubrick

### Legjobb operatőri munka
Kabaré/Alice Csodaországban
- Mechanikus narancs
- Finzi-Continiék kertje
- McCabe és Mrs. Miller/Végzetes képzelgések/Gyilkos túra

### Legjobb jelmez
A fiatal Churchill/Macbeth/Alice Csodaországban
- Kabaré
- A Keresztapa

### Legjobb vágás
Francia kapcsolat
- Kabaré
- Mechanikus narancs
- Gyilkos túra

### Anthony Asquith-díj a legjobb filmzenének
A Keresztapa – Nino Rota
- Lady Caroline Lamb – Richard Rodney Bennett
- Macbeth – The Third Ear Band
- A fiatal Chuchill – Alfred Ralston

### Legjobb díszlet
Kabaré
- Mechanikus narancs
- Lady Caroline Lamb
- A fiatal Churchill

### Legjobb hang
Kabaré
- Mechanikus narancs
- Gyilkos túra
- Francia kapcsolat

### Legjobb rövidfilm
Memorial
- History Of The Motor Car
- The Tide Of Traffic

### Legjobb speciális film
Cutting Oils And Fluids
- We Call It Petrol
- What Did You Learn At School Today?
- What Is Life?

### Egyesült Nemzetek-díj az ENSZ Alapokmányának egy vagy több elvét bemutató filmnek
Finzi-Continiék kertje
- Mihaszna Joe halálának egy napja
- Családi élet
- One Day in the Life of Ivan Denisovich